# I-mode

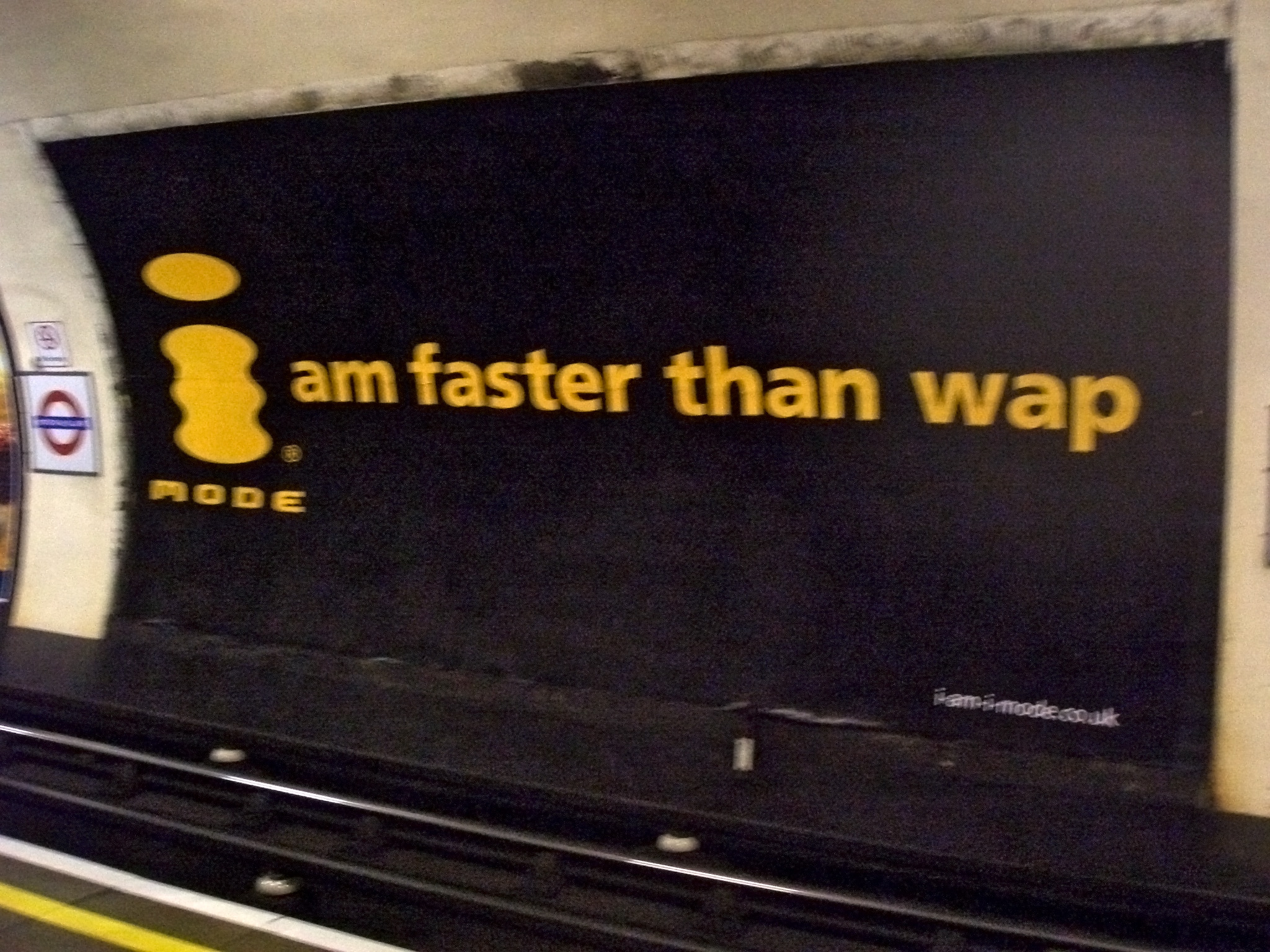
Reklama na i-mode v londýnském metru

I-mode byla telekomunikační služba vyvinutá japonskou firmou NTT DoCoMo poskytující uživatelům mobilních telefonů interaktivní služby zahrnující přístup na informační servery, instant messaging a omezený přístup k Internetu podobně jako služba WAP. V Japonsku byla služba i-mode představena v roce 1999 a její velká oblíbenost vedla k pokusům o její zavádění v dalších zemích, které byly z větší části ukončeny před rokem 2010.
Pomocí služby i-mode byly zpřístupněny různé služby jako e-mail, finanční služby, rezervace vstupenek, sportovní výsledky, předpovědi počasí, hry, nákup vyzvánění, obrázků a motivů pracovní plochy. Obsah je poskytován specializovanými firmami a přístup ke službám je zpoplatněn, přičemž o příjmy se dělí poskytovatel obsahu s mobilním operátorem.
V České republice nebyla služba i-mode nikdy nabízena. Z více než desítky evropských operátorů, kteří tuto službu nabízeli, většina v letech 2007-2010 oznámila ukončení nebo omezení podpory kvůli nízké uživatelské základně (mimo Japonsko asi 5 miliónů uživatelů). V Japonsku dosáhl v červenci 2014 počet uživatelů 57 miliónů. Po nástupu nových technologií jsou služby i-mode zastaralé, takže NTT DoCoMo od roku 2020 neposkytuje nové smlouvy s touto službou. K jejímu úplnému ukončení má dojít 31. března 2026.

## Popis

Vývoj WWW standardů pro mobilní zařízení

Stejně jako WAP, i-mode poskytuje přístup pouze na ty služby, které jsou speciálně upraveny pro i-mode nebo jsou zpřístupněny prostřednictvím bran. Obě služby jsou tak v nevýhodě proti mobilním telefonům, které používají skutečný prohlížeč, a většinou využívají neomezené tarify. Sám tvůrce služby i-mode, Takeshi Natsuno, se vyjádřil, že blíže k mobilním telefonům budoucnosti je iPhone, který používá standardní protokoly TCP/IP.
Podobně jako standard WAP nepoužívá i-node standardní internetové protokoly: jazykem pro popis stránek je upravená verze HTML, tzv. HTML-i (i-mode HTML) vycházející z Compact HTML (C-HTML), pro přenos se používají proprietární protokoly firmy DoCoMo jako je ALP (náhrada HTTP) a TLP (náhrada TCP a UDP).
HTML-i se od běžného HTML liší v následujících bodech:
- neobsahuje HTML značky pro zvýraznění textu: polotučně, kurzíva a podtržení
- není podporován JavaScript
- nejsou podporovány kaskádové styly (CSS)
- cookies
- byly přidány atributy pro mobilní telefony, které například umožňují přiřadit odkaz k tlačítku na telefonu
- zahrnuje značky pro zobrazení smajlíků (Emoji)
- v odkazech může být použit omezený počet protokolů (http, https, telefon, SMS , atd.) ...

i-mode umožňuje vyvíjet aplikace ve zvláštní variantě jazyka Java nazývané DoJa (DoCoMo Java), která se liší od standardního MIDP používaného pro mobilní WAP.
Telefony s podporou i-mode byly vybaveny speciálním tlačítkem pro přístup ke startovnímu menu. Kromě více než 12 000 oficiálních stránek a placených služeb na portálu DoCoMo je dostupných řádově 100 000 neoficiálních i-mode stránek. NTT DoCoMo dohlíží na obsah a funkčnost všech oficiálních i-mode sídel, z větší části komerčních. Oficiální stránky jsou přístupné prostřednictvím i-mode nabídky DoCoMo, ale pro výběr stránky je možné použít i URL nebo QR kód.
Základní cena za služby i-mode byla přibližně 200-300 yenů měsíčně, ale uživatel platil i za odeslaná a přijatá data a měsíční předplatné prémiových služeb. Existují služby, které chrání před nevyžádanými e-maily. Existují různé zlevněné tarify, například rodinné nebo tarify neomezený přenos dat za pevný měsíční poplatek (v řádu 4000 yenů/měsíc).

## Historie
Služba i-mode byla v Japonsku spuštěna 22. února 1999. Tým pro plánování obsahu a návrh služeb vedl Mari Matsunaga, zatímco Takeshi Natsuno byl zodpovědný za rozvoj podnikání. Na technický a celkový rozvoj dohlížel manažer Keiichi Enoki. Několik měsíců po spuštění i-mode přišly konkurenční firmy s podobnými mobilními datovými službami: firma KDDI s službou EZweb a firma J-Phone se službou J-Sky. Vodafone po získání firmy J-Phone přejmenoval J-Sky na Vodafone live!, přestože se jednalo o jinou službu než Vodafone live! v Evropě a na dalších trzích. Vodafone KK po připojení firmy SoftBank, která provozovala v Japonsku Yahoo!, v říjnu 2006 změnila název na SoftBank Mobile. V červnu 2006 dosáhly mobilní datové služby KDDI, EZweb a J-Sky v Japonsku více než 80 milionů předplatitelů.

## Trh
31. října 2011 měl i-mode (včetně i-mode pro uživatele Smartphonů) 51,6 miliónů zákazníků v Japonsku, ale jen něco přes 5 milionů zákazníků ve zbytku světa, kde je i-mode poskytováno partnery DoCoMo prostřednictvím licencí. Toto partnerství se nazývá i-mode aliance. Mezi země, kde bylo i-mode nabízeno, patří:
- Austrálie (Telstra, podpora ukončena)
- Belgie (Base, podpora ukončena)
- Bulharsko (Globul, podpora ukončena)
- France (Bouygues Télécom, podpora ukončena)
- Německo (E-Plus, podpora ukončena)
- Řecko (Cosmote, podpora ukončena)
- Hongkong (3, stále v provozu)
- Izrael (Cellcom, podpora ukončena ve prospěch 3G řešení)
- Irsko (O2, podpora ukončena)
- Itálie (Wind, podpora ukončena)
- Nizozemsko (KPN, podpora ukončena)
- Rusko (MTS, podpora ukončena)
- Rumunsko (Cosmote Rumunsko, podpora ukončena)
- Singapore (StarHub, stále v provozu)
- Španělsko (Telefónica, podpora ukončena)
- Tchaj-wan (Far East Tone, stále v provozu)
- UK (O2, podpora ukončena)

18. července 2007 oznámil australský telekomunikační operátor Telstra oznámil, že se odklání od podpory služeb i-mode. Podobné prohlášení vydala firma O2. Hned další den oznámila firma KPN v Holandsku, že nebude spouštět nové služby i-mode, a nebude poskytovat mobilní telefony zaměřené na službu i-mode. Jako hlavní důvod je uváděn nízký počet účastníků a nedostatek podpory ze strany výrobců mobilních telefonů. Služby i-mode byly postupně utlumovány, nejpomaleji mobilní bankovní služby provozované Postbank, i přes minimální využívání služeb.
Mobile TeleSystems (MTS, Rusko) zahájila poskytování i-mode služeb v roce 2005, ale nový generální ředitel plány rozvoje okamžitě omezil, protože „nevidí žádnou budoucnost pro i-mode v rámci MTS“.. MTS přestal prodávat telefony s podporou i-mode na konci roku 2007 a podporu služby ukončil 20. února 2008.
Německý mobilní operátor E-Plus vlastněný KPN ukončil svou i-mode službu dne 1. dubna 2008.
O2 ukončil službu i-mode dne 31. července 2009.
Řecký Cosmote ukončil podporu služby i-mode v Řecku i ve svých dceřiných firmách Globul v Bulharsku a Cosmote v Rumunsku dne 1. dubna 2010.
Singapurský StarHub přešel na souběžnou podporu i-mode a WAPu, a ukončil prodej telefonů podporujících pouze i-mode. Telefony prodávané StarHub podporují i-mode i WAP.
Italský operátor Wind od roku 2003 v rámci partnerství s NTT DoCoMo nabízel telefony s podporou i-mode, které byly upraveny tak, aby neumožňovaly použití WAP a posílání MMS zpráv se SIM kartou od jiných provozovatelů. Poskytování služby i-node bylo ukončeno 12. října 2009.

## Zařízení
Označení mobilních telefonů pro i-mode se skládají ze jména výrobce, čísla, které začíná číslem generace, a písmene "i".
Přístroje prodávané v Japonsku:
- Série 900 nabízí 3G (FOMA), znakové videohovory, čtečku QR kódů, megapixelový fotoaparát, QVGA displej (240x320 pixelů) a další.
- Série 700 3G (FOMA) umožňuje videohovory, obsahuje čtečku QR kódů, megapixelový fotoaparát a QVGA displej.
- Přípona IC znamená, že telefon je vybaven bezkontaktním FeliCa čipem, který umožňuje provádět například mobilní platby. Všechny telefony série 902 mají bezkontaktní FeliCa čip.

Telefony prodávané mimo Japonsko:
- Řada 2: označení telefonů začíná číslicí 2; mají barevný displej a nabízí např. polyfonní vyzváněcí tóny na i-mail.
- Řada 3: označení telefonů začíná číslicí 3; kromě výše uvedené výbavy mají vestavěnou kameru; přístroje řady 34 podporují jazyk Java.
- Řada 4 umožňuje záznam, odesílání a příjem videa.
  - Zařízení řady 41x mají megapixelový fotoaparát.
  - Zařízení řady 42x zařízení podporují nové hry v jazyce Java (DoJa 2.5).
  - Zařízení řady 43x mají rozšiřitelnou paměť pomocí paměťových karet.
- Řada 5 poskytuje rychlejší přístup přes EDGE.
- Řada 6 nabízí rychlý přístup na i-mode pomocí UMTS a všechny funkce řady 4.

Seznam není kompletní.
Typickými telefony pro i-mode byla „véčka“ s displeji na svou dobu velkými (240x320 pixelů), u mnoha modelů s dvěma displeji. Telefony měly mnoho dalších funkcí, např. megapixelový digitální fotoaparát. Displeje obvykle mají alespoň 65536 barev.
- FOMA SA800i[14]
- LG KE390i
- LG L343i
- LG L852i (PRADA)[15]
- Mitsubishi M342i
- Motorola RAZR V3xx s i-mode
- Motorola SLVR L7 i-mode
- Motorola SLVR L6 i-mode
- NEC N22i
- NEC N343i[16]
- NEC 411i[17]
- Nokia N70 i-mode
- Nokia N95i[18]
- Nokia 6120 classic
- Nokia 6124 classic
- Samsung S400i[19]
- Samsung S500i[20]
- Samsung Z320i[21]
- Sony Ericsson K550im[22]
- Sony Ericsson K610im[23]
- Fujitsu F905i (jeden z mála Japonských telefonů s podporou i-mode, který se prodával mimo Japonsko)